# 2022年阿拉巴馬州州務卿選舉
2022年阿拉巴馬州州務卿選舉將於2022年11月8 日舉行，以選舉下一任阿拉巴馬州州務卿。現任共和黨州務卿韋斯·艾倫已達任期限制，因此沒有資格競選第三個任期。
這次選舉的共和黨初選於2022年5月24日舉行。沒有候選人達到50%加一票的門檻，因此隨後在2022年6月21日舉行了決定提名人的決選。雖然即將離任的 州審計員吉姆·齊格勒贏得了第一輪，州眾議員韋斯·艾倫贏得了決選，從而獲得了共和黨提名。 艾倫將在2022年11月8日的大選中面對民主黨人帕梅拉·J·拉菲特和自由主義者馬特·謝爾比。